# 须毛马先蒿
须毛马先蒿（学名：Pedicularis trichomata）是列当科马先蒿属的植物，是中国的特有植物。分布在中国大陆的云南等地，生长于海拔3,600米至4,000米的地区，目前尚未由人工引种栽培。